# Papamosques de Borneo
El papamosques de Borneo (Cyornis superbus) és una espècie d'ocell de la família dels muscicàpids (Muscicapidae) del sud-est asiàtic. És endèmic de l'illa de Borneo, abastant els estats de Brunei, Indonèsia, Malàisisa. Habita els boscos tropicals i subtropicals de frondoses humits. El seu estat de conservació és de risc mínim.